# 볼리비아 스페인어
볼리비아 스페인어(스페인어: Español boliviano)는 볼리비아에서 사용되는 스페인어의 방언으로, 볼리비아 인구의 약 33% 정도가 사용하는 제1의 공용어이다. 브라질에서도 쓰이고 있다.

## 같이 보기
- 멕시코 스페인어
- 베네수엘라 스페인어
- 칠레 스페인어